# Alzoniella slovenica
Alzoniella slovenica é uma espécie de gastrópode  da família Hydrobiidae.
É endémica de Eslováquia.